# Арылахский наслег (Чурапчинский улус)
Арылахский наслег (якут. Арыылаах нэһилиэгэ) — сельское поселение Чурапчинского улуса Якутии. 
Административный центр и единственный населённый пункт — село Арылах.

## География
Географически находится в таёжной зоне. Центр наслега, село Арылах, расположен в 68 км к северо-западу от села Чурапча (центра Чурапчинского улуса).

## История
Муниципальное образование установлено законом Республики Саха от 30 ноября 2004 года 173-З № 353-III..

## Состав сельского поселения
| № | Населённый пункт | Тип населённого пункта       | Население |
| - | ---------------- | ---------------------------- | --------- |
| 1 | Арылах           | село, административный центр | ↘297      |

## Население
| 2002 | 2010 | 2011 | 2012 | 2013 | 2014 | 2015 |
| ---- | ---- | ---- | ---- | ---- | ---- | ---- |
| 401  | ↘348 | →348 | ↘344 | ↘333 | ↗341 | ↗345 |
| 2016 | 2017 | 2018 | 2019 | 2020 | 2021 |      |
| ↘336 | ↘324 | ↘318 | ↘315 | ↗318 | ↘297 |      |